# Karl-Otto Kiepenheuer
Karl-Otto Kiepenheuer (10 novembre 1910 - 23 mai 1975) est un astronome et astrophysicien allemand. Ses recherches se concentrent sur le Soleil et, à cette fin, il lance la construction de plusieurs télescopes solaires et fonde l'Institut Kiepenheuer pour la physique solaire.

## Biographie
Kiepenheuer est né en 1910 à Weimar, en Allemagne, fils de l'éditeur Gustav Kiepenheuer. Après le divorce de ses parents en 1923, il reste avec sa mère. En 1929, il commence ses études de physique, d'astronomie et de mathématiques à l'Université technique de Berlin et à l'Université Humboldt de Berlin. Il passe un semestre à Paris où il visite l'observatoire de Meudon. Il travaille ensuite à l'Observatoire de Göttingen où il tente de développer une méthode pour mesurer le rayonnement UV du Soleil. Après une tentative infructueuse au Jungfraujoch, il se rend compte que l'altitude de 3 454 mètres est insuffisante pour cette mesure. Les instruments embarqués sur ballon d'Erich Regener s'avèrent plus utiles et Regener peut mesurer le rayonnement UV du Soleil à une hauteur de plus de 30 km. Kiepenheuer améliore également les caméras aériennes et les testent pendant la Seconde Guerre mondiale lors de vols à haute altitude au-dessus du Royaume-Uni. Jusqu'à la fin de la guerre, Kiepenheuer travaille sous la direction de Johannes Plendl. L'effet de l'activité solaire sur la communication par ondes courtes stimule les observations du Soleil. À cette fin, Kiepenheuer construit un réseau d'observatoires solaires et utilise également les observatoires déjà existants dans les zones occupées d'Europe. En 1942, ce réseau s'étend de Simeiz en Crimée à l'est à Paris à l'ouest, et de Tromsø, en Norvège, au nord à Syracuse, en Sicile, au sud. Après la guerre, Kiepenheuer bénéficie de ses relations étroites avec des chercheurs de toute l'Europe et réussit à établir lentement un réseau scientifique d'observations solaires.
Avec les télescopes solaires du Schauinsland, Kiepenheuer crée l'Institut Fraunhofer près de Fribourg en 1943. Il peut conserver les télescopes solaires du Schauinsland après la Seconde Guerre mondiale. En 1954, il ouvre un nouveau télescope solaire sur l'île italienne de Capri. L'Institut Fraunhofer est nommé d'après le physicien Joseph von Fraunhofer et n'a aucun lien avec les instituts ultérieurs de la Fraunhofer Society, qui sont indépendamment nommés d'après la même personne. Kiepenheuer est à la tête de son institut jusqu'à sa mort en 1975. Il aide à établir une collaboration entre plusieurs pays européens dans la construction d'un observatoire solaire européen. Il est également actif dans le développement de nouveaux télescopes. Après sa mort, un nouveau télescope est construit sur l'île espagnole de Tenerife et, par conséquent, l'observatoire obsolète de Capri est fermé en 1988,.
En 1978, son institut est rebaptisé Institut Kiepenheuer de physique solaire. En novembre 2018, le nom de l'institut est Institut Leibniz de physique solaire (KIS) pour souligner l'adhésion de l'institut à l'Association Leibniz.